# Марш, Эдвард
Эдвард Марш (англ. Edward Marsh; 12 февраля 1874, Филадельфия, Пенсильвания — 10 октября 1932, Филадельфия, Пенсильвания) — американский гребец, чемпион летних Олимпийских игр 1900.
На Играх Марш участвовал только в соревнованиях восьмёрок. Его команда стала первой в полуфинале и финале, выиграв золотые медали.